# VOGA
'VOGA'（ヴォガ、英称：Performing arts company VOGA）は京都府に本拠地を置く劇団。1997年11月に草壁カゲロヲと近藤和見がLow=Tar=Voga（ロヲ＝タァル＝ヴォガ）を結成。2011年より名前をVOGA（ヴォガ）に変更。

## 概要
- 1997年に劇団維新派に所属していた草壁カゲロヲと近藤和見により結成された。以来、主演を草壁、作・演出・音楽を近藤が担当するという形式で上演。一般的な劇場での公演の他、野外に基礎舞台を組み上げ上演を行う野外劇公演も多数行っている。劇的な要素を強調した総合芸術のスタイルをとり、物語・音楽・美術・映像が空間をスペクタクルに転化させる大掛かりなものである。古典的物語や現代舞台に必須とされる身体表現も行いつつも、その演出手法・劇場空間設定の異質さで、他の小劇場劇団や商業劇のいずれとも違う舞台表現が特徴。公演は観客にとって一種の『旅』と考え、「日常から地続きの非日常へ迎え入れる」ことをコンセプトとし、一般劇場の他、神社・教会・現代美術館・ライブハウス・造船所跡地など、屋内、野外を問わず上演。野外公演ではスタッフ・役者、総勢約70名超の一座が組まれ表現者交流のターミナルとしても機能している。本公演は2013年までで9回。2014年10月には京都石清水八幡宮野外特設舞台で第10回本公演『Vector』を上演。

## 劇団員
- 草壁カゲロヲ
- 近藤和見
- うめいまほ
- 渡辺綾子
- 長谷川りか
- 今道鮎美
- 佐藤敦子
- 重田龍佑（水波 流）
- 齋藤秀雄
- 永井ゆきこ

## 公演記録
- 1999年5月　第1回本公演『漆黒の風に記名せよ』（大阪・瓢箪山稲荷神社野外特設劇場 脚本・演出：近藤和見）
- 2001年5月　第2回本公演『葉洩れ陽のジギタリス』（京都・吉田神社野外特設舞台  脚本・演出：近藤和見　作品モチーフ太宰治『葉桜と魔笛』－角川文庫刊「女生徒」より－）
- 2002年2月　第3回本公演『数独I =Phenomenon=』（大阪・扇町ミュージアムスクエア　脚本・演出・作曲・映像：近藤和見）
- 2003年10月　Lowo=Tar=Voga Performance Tour『isotope』（2003.10.12〜1.4　全10カ所、のべ16回公演　構成：Lowo=Tar=Voga　演出・音楽：近藤和見　管弦楽演奏：カブト虫楽団）
- 2004年11月『結婚は、“私”を改造できるか』（アリス零番舘-IST　オープニングフェスティバル　エメスズキ×ロヲ＝タァル＝ヴォガ　共同作品）
- 2006年1月　第4回本公演『Ato-Saki』（京都・三条アートコンプレックス1928　脚本・演出・音楽：近藤和見）
- 2006年6月 　Lowo=Tar=Voga 晩餐会 『AMEN ～アーメン～】（京都・Urbanguild アバンギルド　脚本・演出・音楽：近藤 和見）
- 2006年10月　Lowo=Tar=Voga『漆黒の風に記名せよ［改変版］』（アバンギルド特設舞台公演シリーズ♯2　脚本・演出・音楽：近藤和見）
- 2007年1月　第5回本公演・新春大興行『YANAGITA』（アートコンプレックス1928 共催公演　脚本・演出・音楽：近藤和見）
- 2007年9月　結成10周年記念公演『新青年』（大阪・名村造船所跡地・野外特設舞台 脚本・演出・音楽:近藤和見
- 2010年2月　 Lowo=Tar=Voga『SILVER 30』（Creative Center Osaka　Theater Complex 00-Masterpiece 舞台芸術祭参加作品）
- 2010年10月　Lowo=Tar=Voga『鳥がいない』 (海岸通ギャラリー・CASO 10周年展　参加作品）
- 2011年10月-2012年1月　第8回本公演『Ato-Saki』（大阪市立芸術創造館 東京池袋・シアターグリーンBASE THEATER 作・演出・音楽：近藤和見）
- 2013年10月　第9回本公演『DIGITALIS ～隠サレヌ恋～』（京都・吉田神社野外特設舞台 平成25年度（第68回）文化庁芸術祭参加公演）
- 2014年10月　第10回本公演『Vector』（京都・石清水八幡宮野外特設舞台)